# Marian Emma Chase
Pour les articles homonymes, voir Chase.
Marian Emma Chase, née le 18 avril 1844 à Londres et morte le 15 mars 1905 dans la même ville, est une peintre, aquarelliste et dessinatrice britannique. Elle est surtout connue pour ses aquarelles de fleurs, de fruits et de natures mortes. Le Victoria and Albert Museum conserve une de ses œuvres. 

## Biographie
Née le 18 avril 1844 au 62 Upper Charlotte Street (en) à Fitzroy Square (en) à Londres, Marian Emma Chase est la deuxième des trois filles de John. Sa mère est la deuxième épouse de John, Georgiana Ann Chase (née Harris).
Marian Emma étudie dans une école privée à Ham, près de Richmond. Son père, élève de John Constable, membre de la New Water Colour Society (aujourd'hui le Royal Institute of Painters in Water Colours), lui enseigne la perspective et la peinture à l'aquarelle ; Margaret Gillies lui donne des cours de dessin d'après nature ; et elle bénéficie de l'amitié et des conseils de Henry Warren, président de la New Water Colour Society, de E. H. Wehnert, de Henry Tidey, et d'autres artistes. À part une tournée à l'étranger avec son père vers 1876, Marian Emma Chase, qui réside plus tard à Brondesbury, travaille entièrement en Angleterre, et bien qu'elle ait exposé dans d'autres galeries, elle envoie la grande majorité de ses aquarelles au Royal Institute of Painters in Water Colours. 

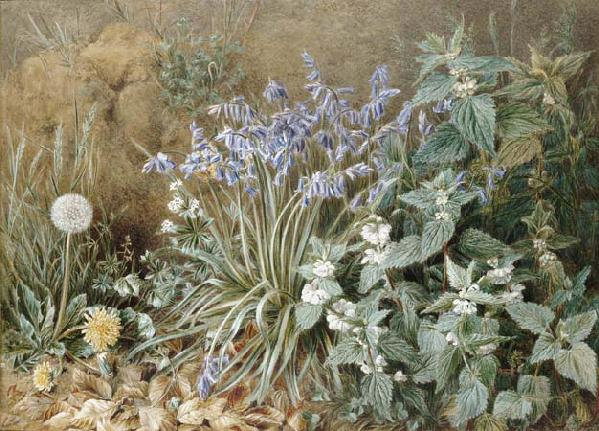
Fleurs sauvages (1905)

Au début de sa vie, elle consacre beaucoup de temps à l'enluminure, mais c'est en tant que peintre aquarelliste de fleurs, de fruits et de natures mortes qu'elle laisse sa marque, en raison de la véracité de ses couleurs et de la délicatesse de son traitement. Elle peint dans le même médium des intérieurs, quelques paysages et, vers la fin de sa vie, des études de jardins de fleurs ; dans ses sujets de figure, elle réussit moins bien. Elle travaille aussi occasionnellement à l'huile,,. 
Elle expose de 1866 à 1905 à la Royal Academy, la Royal Society of British Artists, le Royal Institute, la Dudley Gallery, la Grosvenor Gallery, à l'Exposition internationale de 1871 et diverses expositions provinciales, coloniales et étrangères. Le 22 mars 1875, elle est élue associée de l'Institut des peintres à l'aquarelle (aujourd'hui l'Institut royal des peintres à l'aquarelle ) et, en 1879, elle devient membre à part entière. En 1878, elle  contribue à la revue The Garden par des dessins et des aquarelles. En 1888, la Royal Horticultural Society lui décerne une médaille d'argent. 
Sa sœur Jessie est aussi aquarelliste.
Marian Emma Chase meurt d'une insuffisance cardiaque après une opération le 15 mars 1905 et est inhumée au cimetière de St. Pancras, à Finchley. 
Ses œuvres sont conservées au Victoria and Albert Museum, à l'Aberdeen Art Gallery et à la Leicester Galleries,.